# Maria Anna von Hallweil
Gräfin Maria Anna von Hallweil, geborene Garelli, verwitwete von Suttner (* 1. März 1717; † 28. Februar 1784 in Wien) war eine österreichische Guts- und Schlossbesitzerin.

## Leben
Maria Anna Juliana Garelli stammte aus der aus Bologna nach Wien gekommenen Arztfamilie Garelli. Ihr Vater war der Leibarzt Kaiser Karls VI., Nicolo Pio de Garelli, ihre Mutter eine Maria Barbara von Schickh († 1721). Sie heiratete am 14. Juli 1740 Leopold Gundaker von Suttner (1717–1754), den Sohn des Arztes Matthias von Suttner, mit dem sie zwölf Kinder hatte, und zwei Jahre nach dessen Tod (2. Mai 1756 im Stephansdom durch Kardinal Trautson) den General und späteren Präses des Invalidenamtes Franz Anton von Hallweil (1702–1779), mit dem sie weitere Kinder hatte, u. a. die Tochter Franziska Romana, die 1775 unter abenteuerlichen Umständen ihren Schweizer Verwandten Johann Abraham von Hallwil heiratete und deswegen enterbt wurde.
Maria Anna von Garelli-Suttner-Hallweil starb am 28. Februar 1784, 66 Jahre alt, in ihrem Haus in der Singerstraße in Wien (heute Palais Neupauer-Breuner) und wurde in der Gruft der Patronatspfarrkirche der Suttnerschen Fideikommiss-Herrschaft Oberhöflein (Gemeinde Weitersfeld) beigesetzt.
Als Erbin des Garellischen und des Suttnerschen Vermögens gehörte die Gräfin Hallweil zu den reichsten Frauen Wiens. U.a. besaß sie das über drei Hektar große Suttnersche Anwesen in Wien und mehrere Güter und Herrschaften, darunter Schloss Ebenfurth und die Herrschaft Neudorf bei Nikolsburg in Mähren. Zu Universalerben bestimmte sie ihre Kinder aus erster Ehe Vinzenz Ferrerius Ritter von Suttner (1752–1795) und Anna Theresia (1745–1792), verheiratete Freifrau von Moser.